# Hans Østergaard
Hans Østergaard (født 19. april 1958) er en dansk lokalpolitiker for Venstre og borgmester i Ringkøbing-Skjern Kommune efter kommunevalget i 2017.
Han meddelte 12. august 2024, at han ikke genopstiller ved kommunalvalget 2025.